# Gordon Robertson Cameron
Gordon Robertson Cameron  (né le 12 novembre 1921 et décède le 10 août 2010) est un homme d'affaires et un ancien homme politique (yukonnais) canadien. Il a été commissaire du Yukon de 1962 à 1966
Il est né à Pictou en Nouvelle-Écosse et étudie à Vancouver. Il a été un apprenti au British Yukon Navigation Company et directeur de Klondike Helicopters Limited. Il vit à Whitehorse. Il a été maire de Whitehorse de 1958 à 1960.